# Linden (Tennessee)
Pour les articles homonymes, voir Linden.
La ville américaine de Linden est le siège du comté de Perry, dans l’État du Tennessee. Lors du recensement de 2010, sa population s’élevait à 908 habitants.

## Source
- (en) Cet article est partiellement ou en totalité issu de l’article de Wikipédia en anglais intitulé « Linden, Tennessee » (voir la liste des auteurs).